# Serica segregata
Serica segregata är en skalbaggsart som beskrevs av Gilbert John Arrow 1946. Serica segregata ingår i släktet Serica och familjen Melolonthidae. Inga underarter finns listade i Catalogue of Life.